# Mousquets & Tomahawks
 (juin 2022).
Mousquets et tomahawk est un wargame avec figurines de type escarmouche, couvrant les conflits d'arme à poudre.

## 1reédition
La première édition comporte un seul théâtre, l'Amérique du Nord, pour les conflits de la guerre de sept ans et d'indépendance américaine. On peut donc incarner des forces anglaises, américaines, françaises et amérindiennes. Les civils sont pris en compte et en fonction du scénario forment une troupe.
La mécanique de jeu est basée autour d'un deck de dés ; on tire une carte et elle active les unités de l'un des joueurs. Toutes les unités du même type sont activées par une carte.

## 2deédition
La seconde édition reprend les concepts du jeu de la première en fluidifiant les choses (par exemple quand un joueur pioche quatre cartes à lui de suite). C'est devenu un jeu plus générique avec un supplément et deck de carte par période.

## Suppléments
- Tuniques Rouges et Tomahawks pour couvrir la guerre de sept ans, l'indépendance américaine et la guerre de 1812[3].
- Shakos & Baïonnettes pour vivre des combats durant l'empire napoléonien.